# سديم ريح نباض

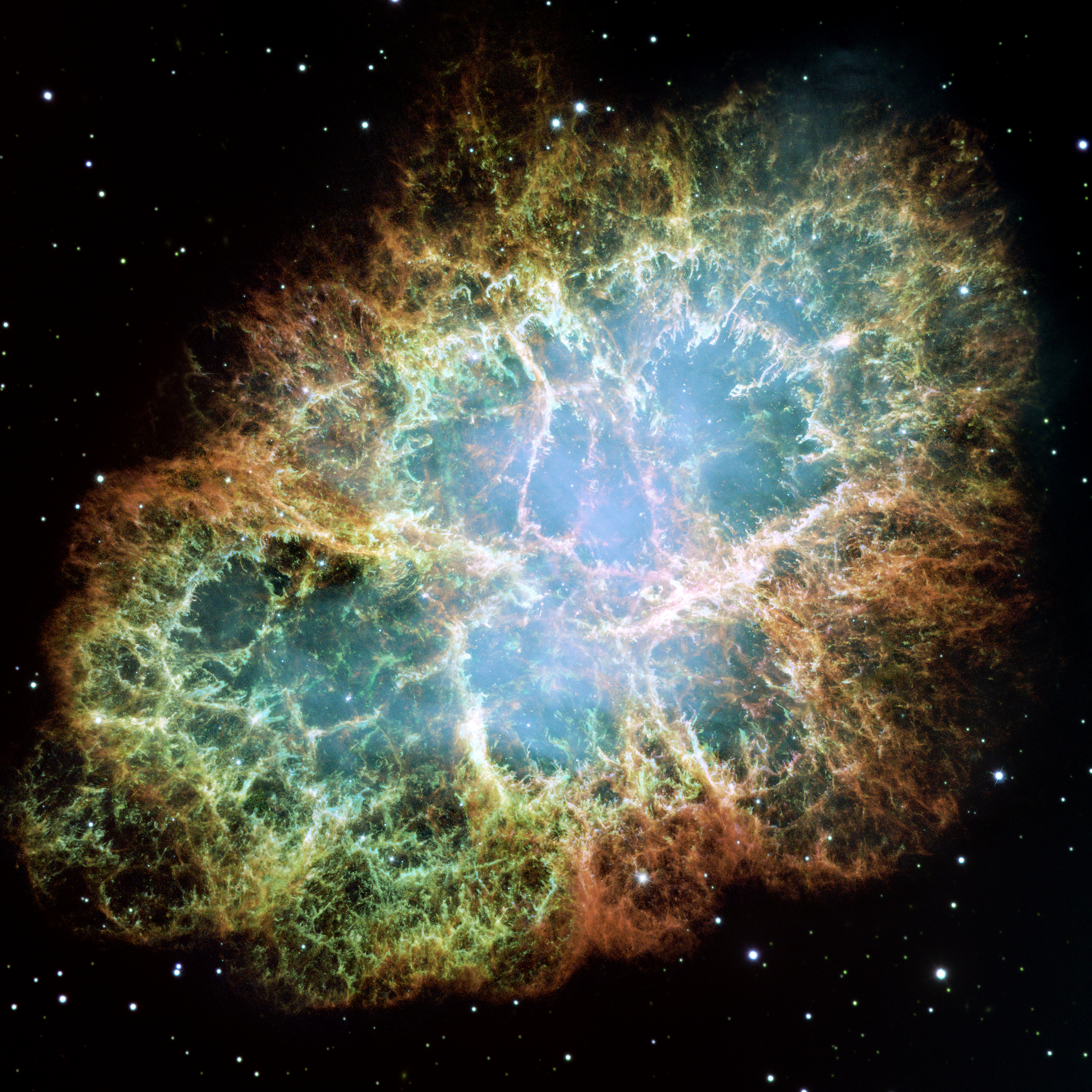
سديم السرطان هو مثال جيّد لسديم رياح نباض.

سديم رياح النباض (بالإنجليزية: Pulsar wind nebula)‏ هو مصطلح ابتدعه ويلير (Weiler) وباناجيا (Panagia) في 1978 في الإشارة إلى السديم المعزز برياح نبضية تأتي من النباض في المراحل المبكرة من تشكله. غالبا ما تتواجد الرياح السديمية النبضية في بقايا مستعر أعظم. وكمثال عملي عليها الرياح السديمية النبضية ضمن سديم السرطان.
هذه الرياح النجمية عبارة عن تيار من الجسيمات عالية الطاقة التي تنتجها الظروف القاسية بالقرب من نجم نيوتروني. في ظل ظروف معينة (تكوين موجات تصادمية بسبب تباطؤ الجسيمات التي تقترب من سرعة الضوء عند دخول السديم)؛ فتؤدي الرياح النجمية إلى تكوين سديم رياح نباض. يمتد الإشعاع الصادر عن اللب إلى ما وراء نطاق موجة الصدمة بسبب تكون إشعاع السنكروترون والنفاثات الناتجة من الحقول المغناطيسية النباض.
يختلف سديم ريح النباض عن بقايا المستعر الأعظم الطبيعي من حيث أنه لا يكوِّن بنية بالصدفة ، بل يزداد سطوعًا باتجاه المركز ؛ هذا بسبب المسار غير الحراري للإشعاع السنكروتروني ؛ الأشعاع السنكروتروني يكون مركزا . نتيجة لذلك ، يمكن ملاحظتها في أجزاء مختلفة من الطيف الكهرومغناطيسي ، ومعظمها من الأشعة السينية إلى النطاق الراديوي. مثال نموذجي لسديم الرياح النجمية هو سديم السرطان.
مع زيادة مشاهداتها تم اكتشاف أنها مصادر للأشعة تحت الحمراء، والبصرية، والمليمترية، والأشعة السينية وأشعة غاما.

## تطور سدم الرياح النجمية
تتطور سدم الرياح النجمية عبر مراحل مختلفة. تظهر سدم الرياح النجمية الجديدة بعد تكوين النباض بفترة وجيزة ، وتوجد عادةً داخل بقايا مستعر أعظم ، على سبيل المثال سديم السرطان، أو السديم داخل بقايا المستعر الأعظم الكبير Vela. مع تقدم عمر سديم الرياح النجمية ، تتبدد بقايا المستعر الأعظم وتختفي. بمرور الوقت ، قد تتحول سدم الرياح النجمية إلى انحناء صدمي تحيط بنباض يدور ببطء أو تحيط نباض ينبض بالمللي ثانية.

## الخصائص
غالبا ما يميز سُدُم رياح النباضات الخصائص التالية:
1. تزايد اللمعان باتجاه المركز دون وجود بنية هيكلية.
2. تدفق استقطابي عالي ومؤشر طبقي مسطح لأمواج الراديو α=0-0.3 و ينحرف المؤشر بشدة عند طاقة الأشعة السينية بسبب الخسائر السنكروترونية والإشعاعية و يكون متوسط مؤشر الأشعة السينية 1.3-2.3.
3. مؤشر الفوتونات الصادر بأشعة غاما ~2.3.